# Bahia de Feira
La Associação Desportiva Bahia de Feira es un equipo de fútbol de Brasil que juega en la Serie D, la cuarta división de fútbol en el país. Su mayor logro fue el Campeonato Baiano en 2011.

## Historia
Fue fundado el 2 de julio de 1937 en la ciudad de Feira de Santana en el estado de Bahía con el nombre Associação Desportiva Bahia. En 1967 participan por primera vez del Campeonato Baiano, hasta su descenso en 1971. En 1969 pasó a llamarse Feira Esporte Clube y sus colores eran amarillo y verde, aunque en 1972 regresaron a llamarse Associação Desportiva Bahia y sus colores pasaron a ser azul, blanco y rojo.
En 1982 ganan el Campeonato Baiano de Segunda División, regresando así al Campeonato Baiano del año siguiente, aunque pierden la categoría ese mismo año. En 1986 vuelven a ser campeones de la segunda estatal, volviendo a ascender, aunque pierden igualmente la categoría ese mismo año.
En 2009, tras varios años de inactividad, regresan para competir de la segunda división estatal, en la cual logran salir campeones, regresando a la primera división. 
En 2011 logran ganar por primera vez el Campeonato Baiano, tras vencer en la final al Vitória, clasificando así por primera vez al Campeonato Brasileño de Serie D de ese año y a la Copa de Brasil del año siguiente.
En su primera participación en la Serie D, fue ubicado en el grupo 4, donde terminó en tercera posición de cinco equipos, cayendo eliminado. En la Copa de Brasil de 2012, eliminó en primera ronda al Aquidauanense por 2-1 en el marcador global. En segunda ronda es eliminado tras perder 5-2 ante São Paulo.
El 20 de mayo de 2013 el club pasa a llamarse Esporte Clube Feira de Santana y sus colores pasaron a ser oro y negro, pero la Confederación Brasileña de Fútbol no autorizó el cambio y pasaron a su nombre actual con sus colores originales. Ese mismo año gana la Copa Governador, clasificando a la Copa de Brasil de 2014. En su segunda participación en la copa brasileña, cayó eliminado en primera ronda tras perder 2-0 ante Corinthians.
Tuvo participaciones seguidas en la Serie D de 2019, 2020, 2021, en todas ellas cayendo en fase de grupos. Cabe resaltar que quedó subcampeón en las ediciones de 2019 y 2021 del Campeonato Baiano, clasificando a las ediciones de 2020 y 2022 de la Copa de Brasil, avanzando hasta la segunda ronda en 2020 y quedándose en primera ronda en 2022. Además, participó por primera vez en la Copa do Nordeste de 2022, cayendo en la primera ronda preliminar ante Itabaiana en tanda de penales.

## Rivalidades
Su principal rival es el Fluminense de Feira con quien juega el llamado Clásico de Feira.

## Palmarés
- Campeonato Baiano: 1

2011
- Copa Gobernador: 1

2013
- CB Serie B: 3

1982, 1986, 2009
- Torneo Inicio: 1

2011